# Mitra Arquiepiscopal do Rio de Janeiro
Mitra Arquiepiscopal do Rio de Janeiro é o órgão responsável pelo patrimônio religioso, como os templos católicos da cidade, os museus de arte sacra da cidade e da Cúria do Rio de Janeiro.

## Paróquias
A Mitra é responsável pela paróquia, pela distribuição dos sacerdotes e organização dos vicariatos.

## Patrimônio Religioso

### Igrejas Tombadas
Pelo Serviço Federal:
- Matriz São Geraldo, em Olaria.
- Igreja de Nossa Senhora do Carmo da Antiga Sé, na Rua Primeiro de Março;
- Igreja e Convento de Santa Teresa, na Ladeira de Santa Teresa;
- Igreja e Convento de Santo Antônio, no Largo da Carioca;
- Igreja Mosteiro e Morro de São Bento;
- Igreja de Nossa Senhora da Candelária, na Praça Pio X;
- Igreja de Nossa Senhora do Carmo, na Rua Primeiro de Março, compreendendo o Arco e o Oratório de Nossa Senhora da Boa Esperança;
- Igreja de Nossa Senhora da Conceição e Boa Morte, na Rua do Rosário;
- Igreja de Nossa Senhora da Glória do Outeiro, compreendendo o conjunto arquitetônico e paisagístico do morro em que fica situada;
- Igreja de Nossa Senhora do Carmo da Lapa do Desterro, no Largo da Lapa;
- Igreja de Nossa Senhora da Lapa dos Mercadores, na Rua do Ouvidor;
- Igreja de Nossa Senhora Mãe dos Homens, na Rua da Alfândega;
- Igreja de Nossa Senhora do Rosário e São Benedito dos Homens Pretos, na Rua Uruguaiana;
- Igreja de Nossa Senhora da Saúde, na Rua Silvino Montenegro;
- Igreja de Santa Cruz dos Militares, na Rua Primeiro de Março;
- Igreja de Santa Luzia, na Rua Santa Luzia;
- Igreja de Santa Rita, no Largo de Santa Rita;
- Igreja do Santíssimo Sacramento da Antiga Sé, na Avenida Passos;
- Igreja de São Francisco da Penitência e Cemitério anexo, no Largo da Carioca;
- Igreja de São Francisco de Paula, no Largo de São Francisco;
- Igreja de São Francisco da Prainha, no adro da Prainha, no Morro da Conceição;
- Igreja de São José, na Rua da Misericórdia;
- Santa Casa da Misericórdia, na Rua Santa Luzia, 206, compreendendo as antigas enfermarias e a Igreja de Nossa Senhora de Bonsucesso, no Largo da Misericórdia;
- Capela de Nossa Senhora da Cabeça, nos terrenos da Casa Maternal Mello Mattos, na Rua Faro;
- Imagem de Nossa Senhora da Purificação, do século XVII, atribuída a Frei Agostinho de Jesus, na coleção Haroldo e Heloísa Graça Couto;
- Imagem de Sant'Ana, do século XVIII, de autoria de Antônio Francisco Lisboa, o "Aleijadinho", da Coleção Leda Marina Nascimento Brito;
- Imagem de São José, do século XVIII, de autoria de Antônio Francisco Lisboa, o "Aleijadinho" da Coleção Renato Brogiolo;
- Duas pinturas sobre tábuas ovais, atribuídas a Leandro Joaquim, representando o incêndio e a reconstrução do recolhimento de Nossa Senhora do Parto, da Mitra Arquiepiscopal do Rio de Janeiro;
- Palácio Episcopal, no Morro da Conceição, atual sede do Serviço Geográfico do Exército;
- Casa que foi residência Episcopal, na Avenida Paulo de Frontin, 568;
- Casa de Grandjean de Montigny e o respectivo jardim na Rua Marquês de São Vicente, 233, no Campus da Pontifícia Universidade Católica do Rio de Janeiro;
- Casa na Praça Quinze de Novembro, 101, antigo Convento do Carmo, atual sede da Academia de Comércio do Rio de Janeiro (Faculdade de Direito Cândido Mendes);
- Frontispício da Capela de São José e o antigo portão da Fortaleza, na Ilha das Cobras;
- Lápide Tumular de Estácio de Sá e o Marco da Fundação da Cidade, na Igreja de São Sebastião, na Rua Haddock Lobo;
- Igreja de Nossa Senhora da Penna, compreendendo o conjunto arquitetônico e paisagístico do morro em que está situada, em Jacarepaguá;
- Igreja do Bom Jesus, na Ilha do Fundão;
- Igreja Matriz de Nossa Senhora da Ajuda, na Ilha do Governador;
- Igreja de Nossa Senhora do Desterro, na Pedra de Guaratiba;http://projetodesenvolvimentolocalevania.blogspot.com/
- Casa da Fazenda da Taguara e respectiva Capela, em Jacarepaguá;
- Casa da Fazenda do Capão do Bispo, na Av. Dom Hélder Câmara, 4.616;
- Ponte dos Jesuítas, na Estrada do Cortume, em Santa Cruz;
- Parque Nacional da Tijuca e Floresta de proteção acima das cotas 80 e l00 metros.

Pelo Serviço Estadual:
- Matriz de São Daniel Profeta, Parque São José na Praia Pequena, Manguinhos: conjunto arquitetônico e pictural;
- Igreja de São Gonçalo do Amarante, Estrada do Camorim, 925, em Jacarepaguá;
- Igreja de Nossa Senhora da Conceição na Praça Jerusalém, Jardim Guanabara, na Ilha do Governador;
- Igreja de Nossa Senhora do Monserrate (antiga do Pilar) na Vargem Pequena, em Jacarepaguá;
- Igreja de Nossa Senhora dos Remédios, na Estrada Rodrigues Caldas, 3.400 (Colônia Juliano Moreira);
- Igreja São Sebastião e Santa Cecília, na Praça da Fé, s/nº, em Bangú;
- Rua primeiro de Março

## Cristo Redentor
A estátua do Cristo Redentor tem seus direitos de uso comercial pertencentes à Mitra Arquiepiscopal do Rio de Janeiro. O acesso à estátua é realizado através do Parque Nacional da Tijuca, administrado pelo Instituto Chico Mendes de Conservação da Biodiversidade (ICMBio).